# 페테르스관박쥐
페테르스관박쥐 또는 십자관박쥐(Rhinolophus coelophyllus)는 관박쥐과에 속하는 박쥐의 일종이다. 라오스와 말레이시아, 미얀마, 태국에서 발견된다.

## 특징
페테르스관박쥐는 넓은 아치형 연결 돌기를 갖고 있다. 연결 돌기 바닥을 둘러싸는 두꺼운 돌출부를 가진 짧은 첨두가 있다. 그리고 긴 털이 두껍게 덮여 있다.

## 분포 지역
태국 현지에서 흔하게 발견되며, 하나의 개체군은 약 1,000여 마리를 포함하는 것으로 추정된다. 많은 보호 지역을 포함한 태국 중고도 지역의 잎이 넓은 활엽 상록수림에서 발견된다. 십자관박쥐는 미얀마와 살라윈 강, 태국, 말레이시아 서부, 라오스에서도 발견된 기록이 있다.